# ذبابيات الشواطئ
ذبابيات الشواطئ أو إفيدرويديا (الإسم العلمي:Ephydroidea)، هو فيلق لذوات الجناحين.